# Иванов, Павел Иванович (Герой Социалистического Труда)
Павел Иванович Иванов (26 января 1913, Алабугский, Оренбургская губерния — 3 марта 1977, Глядянское, Курганская область) — комбайнёр овцеводческого совхоза «Алабугский» Министерства совхозов СССР, Притобольный район Курганской области. Герой Социалистического Труда (1952).

## Биография
Павел Иванов родился 26 января 1913 года в крестьянской семье в посёлке Алабугский Звериноголовского станичного юрта Челябинского уезда Оренбургской губернии, который относился к Войсковой территории Челябинского уезда (3-й военный отдел Оренбургского казачьего войска); ныне село Отряд-Алабуга входит в Звериноголовский муниципальный округ Курганской области.
Рано лишился отца и в 1924 году после окончании начальной школы в родном селе работал батраком у кулаков. С начала 30-х годов XX столетия трудился штукатуром на различных стройках Урала (в Магнитогорске, Каменск-Уральске, Нижнем Тагиле). С 1933 года трудился в овцеводческом совхозе «Алабугский» Звериноголовского района. Окончил курсы трактористов. Затем овладел профессией шофёра и комбайнера.
Ежегодно выполнял план по намолоту зерновых. В 1942 году убрал зерновые с площади 1200 гектаров. В последующие девять лет общая сумма его намолота составила 140 тысяч центнеров зерновых. В 1950 году намолотил 8250 центнеров зерна.
Указом Президиума Верховного Совета СССР от 30 мая 1952 года за достижение высоких показателей по уборке и обмолоте зерновых культур в 1951 году удостоен звания Героя Социалистического Труда с вручением ордена Ленина и золотой медали «Серп и Молот».
С 1952 года — управляющий третьей фермой совхоза «Алабугский».
1 февраля 1963 года Звериноголовский район упразднён, Отряд-Алабугский сельсовет вошёл в Курганский сельский район, 3 марта 1964 года — передан в Глядянский сельский район, а 12 января 1965 года — в Притобольный район.
С 1965 года — заведующий МТМ и машинным двором совхоза «Притобольский».
После выхода на пенсию проживал в селе Глядянском Притобольного района.
Павел Иванович Иванов скончался 3 марта 1977 года в селе Глядянском Притобольного района Курганской области, ныне село — административный центр Притобольного муниципального округа той же области.

## Награды
- Герой Социалистического Труда — указом Президиума Верховного Совета СССР от 30 мая 1952 года
  - Медаль «Серп и Молот»
  - Орден Ленина
- Орден Трудового Красного Знамени (1971)
- Юбилейная медаль «За доблестный труд. В ознаменование 100-летия со дня рождения Владимира Ильича Ленина»
- Медаль «За освоение целинных земель»